# ヴィルヘルム・ファトケ
ヨハン・カール・ヴィルヘルム・ファトケ（Johann Karl Wilhelm Vatke、1806年3月4日 - 1882年4月18日）は、ドイツの神学者で、ヘーゲル学派の一人。マクデブルク近郊の生まれ。
当時神学界で一世を風靡したダーヴィト・シュトラウスの「イエスの生涯」に抗して、違った視点から聖書解釈を試みた。当時ヘーゲル哲学の牙城であったベルリン大学にて学ぶ。後にベルリン大学の私講師を経て、員外教授となる。哲学的な見地により、一般的にはあまり注目されなかったというが、ヘーゲル学派の神学の分野では、重要な一人である。